# Isocopris tarsalis
Isocopris tarsalis är en skalbaggsart som beskrevs av Luederwaldt 1931. Isocopris tarsalis ingår i släktet Isocopris och familjen bladhorningar. Inga underarter finns listade i Catalogue of Life.